# Aurelie Šestáková
Aurelie Šestáková (17. září 1893 Náměšť nad Oslavou – 9. dubna 1961?, rozená Aurelie Kotíková, používala zkrácené jméno Rela Šestáková) byla česká úřednice a politická vězeňkyně.

## Biografie
Aurelie Kotíková se narodila v roce 1893 v Náměšti nad Oslavou, jejím otcem byl hostinský František Kotík a matkou byla Marie Kotíková, v roce 1900 žila s prarodiči ve Velké Bíteši a v roce 1910 již žila v Brně, kde posléze nastoupila na pozici bankovní úřednice do Živnostenské banky. Na počátku světové války se do českých zemí dostaly letáky s výzvou ruského vojenského velení k podlomení rakousko-uherské monarchie, jeden z letáků se dostal i k Aurelii Kotíkové, která jej opsala a poslala strýci do Velké Bíteše. Posléze došlo k uvěznění mnoha osob, jednou z nich byla i Aurelie Šestáková, která byla zatčena v lednu roku 1915 a v květnu byla odsouzena k trestu smrti, v červenci roku 1916 byl při odvolávacím soudu trest potvrzen, ale po žádosti o milost k císaři byl trest zmírněn na odnětí svobody v délce osmi let, její strýc byl také odsouzen k trestu smrti. Byla vězněna ve Vídni, kde se setkala s Alicí Masarykovou, posléze byla převezena do věznice v pražských Řepích, tam ji již propuštěná Alice Masaryková často navštěvovala.
Propuštěna byla při příležitosti amnestie po nástupu císaře Karla I., v roce 1919 napsala knihu s tematikou věznění. V roce 1920 se setkala s budoucím manželem a brzy poté se vdala. V roce 1938 žila s manželem v Praze, po roce 1948 pak byla opět komunistickým režimem perzekvována a to za přátelství s Alicí Masarykovou.